# Natriumselenide
Natyriumselenide is een anorganische verbinding van natrium en seleen met de formule Na2Se. De verbinding wordt gesynthetiseerd in de reactie van seleen met natrium in ammoniak.
Net als de andere alkaliverbindingen van de chalcogeniden is ook natriumselenide zeer gevoelig voor vocht, waarbij een mengsel ontstaat van het diselenide en het hydroxide. De hydrolyse is het gevolg van de basesterkte van het Se2−-ion.
{\displaystyle {\ce {Na2Se + H2O -> NaHSe + NaOH}}}
Ook oxidatie is een probleem bij deze verbinding waarbij polyselenides ontstaan. De stof verkleurt tijdens deze reactie van wit naar vuil-wit. Net als het vergelijkbare natriumsulfide dat tot waterstofsulfide reageert, vormt natriumselenide met zuren het giftige gas waterstofselenide gevormd.
{\displaystyle {\ce {Na2Se + 2 HCl -> H2Se + 2 NaCl}}}
Met elektrofielen worden seleenverbindingen gevormd:
{\displaystyle {\ce {Na2Se + 2 RBr -> R2Se + 2 NaBr}}}
Een vergelijkbare reactie treedt op met de andere laden van de koolstofgroep:
{\displaystyle {\ce {Na2Se + 2 Me3ECl -> (Me3E)2Se + 2 NaCl}}}
waarin E = Si, Ge, Sn 

## Veiligheid
De veiligheidsvoorschriften met betrekking tot natriumselenide beperken zich tot de opslag: bescherming tegen vocht en lucht (zuurstof).